# Alexander Majorov
Alexander Majorov (* 19. Juli 1991 in Leningrad, Sowjetunion) ist ein schwedischer Eiskunstläufer russischer Herkunft, der im Einzellauf startete. Er ist fünfmaliger Schwedischer Meister und vertrat Schweden bei den Olympischen Winterspielen 2014.

## Persönliches
Majorov wurde in der Sowjetunion geboren. Seine Familie wanderte nach Schweden aus, als er ein Jahr alt war. Seine Mutter, Irina, choreografiert die Programme ihres Sohnes. Sein Vater, Alexander Majorov Senior, war der erste Trainer Alexei Jagudins und trainierte später seinen Sohn. Alexander Majorov hat einen jüngeren Bruder, Nikolaj Majorov, der ebenfalls Eiskunstläufer ist.
Majorov ist ausgebildeter Physiotherapeut.

## Sportliche Karriere
Majorov gewann die Bronzemedaille bei den Juniorenweltmeisterschaften 2011 und war damit der erste schwedische Eiskunstläufer auf dem Podium einer Juniorenweltmeisterschaft.
2012 wurde Majorov zum ersten Mal Schwedischer Meister. Diesen Titel konnte er in den beiden folgenden Jahren verteidigen. Bei der Europameisterschaft 2013 schaffte er mit dem sechsten Platz sein bestes Ergebnis bei Europameisterschaften.
2014 trat Majorov bei den Olympischen Winterspielen in Sotschi an. Er lag nach dem Kurzprogramm auf dem 10. Platz; mit einem 16. Platz in der Kür erreichte er in der Gesamtwertung Rang 13.
In der Saison 2014/15 und 2015/16 zog sich Majorov verletzungsbedingt von zahlreichen Wettbewerben zurück. Auf seine Teilnahme an den nationalen Meisterschaften 2016 verzichtete er, da er sich von einer Knochenmarkspende für seinen an Leukämie erkrankten Vater erholen musste. Er versuchte danach eine schnelle Rückkehr zum Wettbewerb, musste aber wegen des Risikos einer Ermüdungsfraktur seinen Wiedereinstieg verlangsamen. Seine Teilnahme an den Weltmeisterschaften 2016 sagte er ab. Zur Saison 2016/17 kehrte Majorov vollständig in den Wettbewerb zurück. Er wurde erneut Schwedischer Meister und trat 2017 bei den Europa- und Weltmeisterschaften an.
In der olympischen Saison 2017/18 wurde Majorov zum fünften Mal Schwedischer Meister. Zum ersten und einzigen Mal trat er dabei in einem Wettbewerb gegen seinen jüngeren Bruder Nikolaj an, der die Silbermedaille gewann. Bei der Nebelhorn Trophy 2017 gewann Majorov die Bronzemedaille und qualifizierte sich damit für die Olympischen Winterspiele 2018 gemäß den Kriterien des IOC. Der schwedische Eislaufverband legte jedoch als zusätzliches Kriterium eine Mindestgesamtpunktzahl von 258 Punkten in dieser Saison fest. Da Majorov diese nicht erreichte, entschied sich der Verband, ihn nicht zu dem Olympischen Spielen zu entsenden. Die Entscheidung, trotz Majorovs Qualifikation auf eine schwedische Olympiateilnahme im Einzellauf der Männer zu verzichten, rief Proteste unter Fans hervor. Bei den folgenden Weltmeisterschaften erreichte Majorov mit dem 12. Platz die beste Platzierung seiner Karriere. Bei den Europameisterschaften 2018 wurde er Siebter. Nach der Saison beendete er seine Wettbewerbskarriere.

## Ergebnisse
| Olympische Winterspiele        |       |       |       |       |       | 14.   |       |       |       |       |
| Weltmeisterschaften            |       |       | 28.   | 26.   | 18.   | 32.   | 23.   | Z     | 23.   | 12.   |
| Europameisterschaften          | 22.   |       |       | 11.   | 6.    | 11.   | 11.   | 11.   | 11.   | 7.    |
| Juniorenweltmeisterschaften    | 13.   | 8.    | 3.    |       |       |       |       |       |       |       |
| Schwedische Meisterschaften    | 2.    | 3.    | 3.    | 1.    | 1.    | 1.    | Z     | Z     | 1.    | 1.    |
| -                              |       |       |       |       |       |       |       |       |       |       |
| Grand-Prix-Wettbewerb / Saison | 08/09 | 09/10 | 10/11 | 11/12 | 12/13 | 13/14 | 14/15 | 15/16 | 16/17 | 17/18 |
| Skate America                  |       |       |       |       | 10.   | 7.    |       |       |       |       |
| Skate Canada                   |       |       |       | 9.    |       |       | Z     |       |       |       |
| Cup of Russia                  |       |       |       |       |       |       | Z     | Z     | 12.   |       |
| Trophée Eric Bompard           |       |       |       | 6.    |       | 8.    |       |       |       |       |
| Cup of China                   |       |       |       |       |       |       |       |       |       | 10.   |